# Christiane Pooley
Christiane Pooley (née en 1983 à Temuco au Chili) est une artiste plasticienne chilienne. Elle vit et travaille à Paris.
Après des études à l'Université pontificale catholique du Chili, elle a obtenu son diplôme au Chelsea College of Art and Design de Londres.
Pooley a développé un goût pour la recherche et la création d'espaces dans ses peintures.

## Expositions

### Expositions personnelles
- The Need for Roots, Kristin Hjellegjerde Gallery, Londres, Angleterre, 2021
- La Primera Piedra, Galería Patricia Ready, Santiago, Chili, 2019
- Landscapes Beneath, Bendana Pinel Art Contemporain, Paris, France, 2018
- La forêt est là et me regarde, Bendana Pinel Art Contemporain, Paris, France, 2016
- Los bordes del mundo, Galería Patricia Ready, Santiago, Chili, 2015
- Promised Lands, Sandnes Kunstforening, Sandnes, Norvège, 2015
- On Belief, SUMMA Fair, Madrid, Espagne, 2013
- Atrapados en lo desconocido, Galería Patricia Ready, Santiago, Chili, 2010
- I Also Ask Myself, New Galerie de France, Paris, France, 2008

### Expositions collectives
- Salón de Pintura, Matucana 100, Santiago, Chili, 2020
- Gallery Show, Gallery 38, Tokyo, Japon, 2020
- All the Days and Nights, Kristin Hjellegjerde Gallery, Londres, Angleterre, 2020
- United We Rise, Bendana Pinel Art Contemporain, Paris, France, 2020
- The World Without Us, APT Gallery, Londres, Angleterre, 2019
- Gallery Show, Gallery 38, Tokyo, Japon, 2018
- …avec elles, Galerie de France, Paris, France, 2018
- Drawing Now, Bendana Pinel Art Contemporain, Paris, France, 2018
- The Marmite Prize for Painting V, Block 336, Londres, Angleterre et Highlanes Gallery, Drogheda, Irlande, 2016
- A Invenção da Praia, Paço das Artes, São Paulo, Brésil, 2014
- Künstlerliaison, Munikat Projekte, Munich, Allemagne, 2014
- Sub 30, Museo de Arte Contemporáneo Quinta Normal, Santiago, Chili, 2014
- Inside Out, curated by Anna Wondrak, Galerie Esther Donatz, Munich, Allemagne, 2012
- Group Show, Hewer Street Studios, Londres, Angleterre, 2011
- The Hamsterwheel, Arsenale di Venezia, Venise, Italie, 2007
- Growbag, Mile End Art Pavilion, Londres, Angleterre, 2006
- I’ll Show You Mine, Chelsea College of Art and Design, Londres, Angleterre, 2006
- Xhibit 06, The Arts Gallery, Londres, Angleterre, 2006
- Zenith 06, Nomoregrey Gallery, Londres, Angleterre, 2006
- Conjunta II, Antiguo Hospital San José, Santiago, Chili, 2006

## Collections publiques
- Pizzuti Collection of the Columbus Museum of Art, Columbus, États-Unis
- Colección Inelcom, Madrid, Espagne
- Fundación Engel, Santiago de Chili
- University of the Arts, Londres, Angleterre